# Tom Tight et Dum-Dum
Tom Tight et Dum Dum, coneguda en anglès com Jack Jaggs and Dum Dum i The Rival Music Hall Artistes, és un curtmetratge mut francès del 1903 dirigit per Georges Méliès.

## Argument
Dum Dum, un pallasso excèntric del music hall, entra a un escenari complet amb llums d'escena i una caixa d'apuntador. Munta un maniquí en un banc, i comença a ballar. Un pallasso rival amb una levita entra i intenta prendre el control de l'escenari. L'enfadat Dum Dum prova diverses maneres d'allunyar el seu rival, que van des de crits enfadats fins a ruixar-lo amb aigua. Finalment, amb un gran maç, aconsegueix fer fora de la vista el seu rival. A continuació, Dum Dum realitza un elaborat truc de màgia en què el maniquí es desmunta, es transforma en una ballarina viva i després es torna a convertir en parts. Dum Dum intenta fer una reverència, però el pallasso rival apareix una vegada més. Enfurismat, Dum Dum llança el seu rival a la pila de peces de maniquí, d'on surt vestit amb una combinació fragmentària de la levita i el tutú de ballet.

## Producció i llançament
Méliès interpreta Dum Dum a la pel·lícula, els efectes especials per als quals es creen amb maquinària escènica i escamoteigs. La pel·lícula va ser venuda per la Star Film Company de Méliès i està numerat del 508–509 als seus catàlegs; fou venuda als Estats Units com Jack Jaggs and Dum Dum i al Regne Unit com The Rival Music Hall Artistes.

## Temes
En una història del cinema francès, l'historiador cultural Richard Abel destaca la combinació de la pel·lícula d'efectes de comèdia music hall i efectes de pel·lícula de trucs, així com els efectes d'imatges relacionades de gènere. Abel conclou: "No sols el cos humà de Méliès està sota una constant amenaça de trencament i desintegració, sinó que també és tan mal·leable que és capaç de canviar de gènere instantàniament, la seva identitat finalment es defineix com a masculina i femenina."